# Michael Schwald (Polizist)
Michael Schwald (* 22. April 1967 in Augsburg) ist ein deutscher Polizist. Seit März 2022 ist er bayerischer Landespolizeipräsident.

## Werdegang
Nach seinem Schulabschluss studierte Schwald zwei Jahre lang an der Bayerischen Beamtenfachhochschule in Vorbereitung auf den gehobenen Dienst bei der Polizei. Vor Abschluss des Studiums entschloss er sich jedoch, Rechtswissenschaften zu studieren und wechselte dazu an die Universität Augsburg. Das Studium schloss Schwald mit dem Zweiten Staatsexamen ab. Schwald schloss für sechs Monate ein Studium an der University of London an, bevor ab 1996 eine Karriere im bayrischen Staatsdienst begann.
Zunächst arbeitete er bis 2004 für das
Bayerische Sozialministerium und für das Gesundheitsministerium. Danach war er Mitarbeiter der Regierung von Schwaben. Drei Jahre später wechselte er zum Bayerischen Innenministerium, wo er als Ministerialrat in leitender Position für rechtliche Fragen der öffentlichen Sicherheit und Ordnung zuständig war. Es folgte im Dezember 2010 ein erneuter Wechsel, diesmal auf den Posten des Pressesprechers der Bayerischen Staatskanzlei. Seit Oktober 2013 ist Schwald im Polizeidienst tätig; er leitete als Polizeipräsident das Polizeipräsidium Schwaben Nord.
Im Dezember 2021 gab der Bayerische Innenminister Joachim Herrmann bekannt, dass Schwald neuer bayerischer Landespolizeipräsident wird. Michael Schwald trat das Amt zum 1. März 2022 an.
Michael Schwald ist verheiratet und hat drei Kinder.